# Honda Project 2&4
La Honda Project 2&4 est un concept-car monoplace présenté au Salon de Francfort de 2015 par Honda. Elle est équipée du moteur V4 de la Honda RC213V, une motocyclette.